# Караман, Иджлаль
Иджла́ль Карама́н (тур. İclal Karaman, Iclal Karaman; род. 23 февраля 2003, Эрзурум) — турецкая кёрлингистка.
В составе женской сборной Турции участник чемпионатов мира (лучший результат — десятое место в 2024), чемпионатов Европы (лучший результат — шестое место в 2024). В составе юниорской женской сборной Турции участник чемпионатов мира (лучший результат — десятое место в 2024).
В «классическом» кёрлинге (команда из четырёх человек одного пола) в основном играет на позиции второго.

## Команды
| Сезон   | Четвёртый      | Третий                | Второй                | Первый         | Запасной              | Тренер                                              | Турниры                              |
| ------- | -------------- | --------------------- | --------------------- | -------------- | --------------------- | --------------------------------------------------- | ------------------------------------ |
| 2022—23 | Берфин Шенгюль | Nilay Arzik           | Иджлаль Караман       | Ilknur Urusan  | Nisanur Kaya          | Muhammet Oğuz Zengin                                | ЧМЮ-Б 2022 (дек.) (4 место)          |
| 2023—24 | Берфин Шенгюль | Иджлаль Караман       | Melisa Cömert         | Ilknur Urusan  | Ифайет Шафак Чалыкушу | Muhammet Oğuz Zengin                                | ЧМЮ-Б 2023 (4 место)                 |
| 2023—24 | Берфин Шенгюль | Ифайет Шафак Чалыкушу | Иджлаль Караман       | Ilknur Urusan  | Melisa Cömert         | Muhammet Oğuz Zengin                                | ЧМЮ 2024 (10 место)                  |
| 2023—24 | Дильшат Йылдыз | Ознур Полат           | Ифайет Шафак Чалыкушу | Берфин Шенгюль | Иджлаль Караман       | Билал Омер Чакыр, Ahmet Alperen Tunga               | ЧМ 2024 (10 место)                   |
| 2024—25 | Дильшат Йылдыз | Ознур Полат           | Ифайет Шафак Чалыкушу | Берфин Шенгюль | Иджлаль Караман       | Билал Омер Чакыр (ЧЕ, ЧМ), Ahmet Alperen Tunga (ЧМ) | ЧЕ 2024 (6 место) ЧМ 2025 (11 место) |

(скипы выделены полужирным шрифтом)